# Federico Carlo Augusto di Waldeck e Pyrmont
Federico Carlo Augusto di Waldeck e Pyrmont (Bad Arolsen, 25 ottobre 1743 – Bad Arolsen, 24 settembre 1812) è stato principe di Waldeck e Pyrmont dal 1763 fino alla sua morte.

## Biografia

### I primi anni
Giorgio era figlio secondogenito del principe Carlo Augusto Federico di Waldeck e Pyrmont (1704-1763) e della principessa Cristiana Enrichetta (1725-1816), figlia del conte palatino Cristiano III del Palatinato-Zweibrücken.
Ai fini della sua formazione, risiedette per un anno a Losanna, tappa da dove poi intraprese un grand tour che lo portò in Italia e in Francia. Tornato in patria, come suo padre e suo fratello Cristiano Augusto entrò nel servizio militare imperiale e già dal 1757 venne nominato colonnello. Promosso tenente generale nel 1766, dal 1772 si trasferì nell'esercito olandese, ove gli venne riconosciuto il grado di maggiore generale. La scelta dei Paesi Bassi non era stata casuale, in quanto già suo padre aveva realizzato un accordo con lo Stadtholder olandese per la concessione di tre battaglioni del Waldeck. Federico Carlo Augusto nel 1767 vi aggiunse un quarto battaglione per potenziare le forze disponibili.

### L'ascesa al trono
Nel 1766, dopo la morte del padre, ascese al trono quale principe di Waldeck e Pyrmont e per due anni rimase sotto la reggenza della madre, in quanto minorenne. Nel 1775 intraprese un viaggio in Inghilterra, dove volle recarsi per apprendere le modernizzazioni da apportare al proprio stato, ancora fortemente arretrato all'epoca feudale. Egli promosse dunque la costruzione di viali, oltre che implementare l'agricoltura e soprattutto la produzione di lana e lino e la commercializzazione del ferro estratto dalle locali miniere. In ambito religioso, pubblicò numerosi regolamenti che disciplinavano il sistema ecclesiastico nazionale, dimostrandosi estremamente tollerante e permettendo l'insediamento di una comunità quacchera entro i confini del proprio territorio. Sotto il suo governo venne migliorata anche l'istruzione, con la costruzione di un ginnasio a Korbach; si dimostrò sempre molto legato alle scienze ed al loro sviluppo.
Si dedicò anche alla storiografia, realizzando degli scritti sulla guerra dei Sette Anni, oltre ad alcuni ritratti biografici, come l'edizione delle memorie del padre sulle campagne militari del 1745-1747. Fu anche mecenate delle arti e promosse il talento del pittore Johann Friedrich August Tischbein, che venne nominato pittore di corte. Durante la reggenza, inoltre, venne completata nel 1788 la ricostruzione del castello di Arolsen.

### L'indebitamento
Tuttavia questi investimenti portarono ad un forte aumento del debito del principato. Solo nell'Impero egli aveva debiti per 800.000 talleri e questi continuarono a crescere anche a causa di un'inadeguata contabilità. Federico Carlo Augusto inviò inoltre nel [1775] delle truppe agli inglesi per appoggiarli nella guerra d'indipendenza americana con un contingente di 1200 uomini e una perdita totale di 720 elementi, motivo per cui venne fortemente criticato in patria; questa decisione fu però essenzialmente dovuta a motivi economici. Il soldo dei propri soldati, ad ogni modo, non servì per fermare l'indebitamento statale e nel 1784 il debito era salito a 1,2 milioni di talleri, al punto che Federico Carlo Augusto dovette recarsi presso la corte imperiale e dichiarare il fallimento.
Negli anni 1793-1794 il principe in persona prestò servizio in Olanda con un quinto battaglione per sostenere gli scontri dello Stadtholder con i rivoluzionari francesi nell'ambito delle guerre della prima coalizione. Dopo questi fatti si ritirò dal servizio militare attivo.

### Gli ultimi anni
Nel 1805, per cercare di ridurre le spese, in un primo momento tentò di vendere la contea di Pyrmont, ma senza successo e infine si risolse a dividere il proprio principato. Suo fratello Giorgio I ricevette la contea di Pyrmont, mentre Federico Carlo Augusto mantenne Waldeck. Nel 1807, su suggerimento del fratello, aderì alla Confederazione del Reno e ricevette un seggio al consiglio federale.
Federico Carlo Augusto non si sposò mai e non ebbe figli illegittimi; di conseguenza, alla sua morte, nel 1812, gli successe il fratello terzogenito Giorgio.

## Ascendenza
|                                                 |                                                    |                                                    | Genitori                                          |  |  | Nonni |  |  | Bisnonni                   |  |  | Trisnonni              |  |
|                                                 |                                                    |                                                    |                                                   |  |  |       |  |  | Cristiano Luigi di Waldeck |  |  | Filippo VII di Waldeck |  |
|                                                 |                                                    |                                                    |                                                   |  |  |       |  |  | Cristiano Luigi di Waldeck |  |  | Filippo VII di Waldeck |  |
|                                                 |                                                    | Anna Caterina di Sayn-Wittgenstein                 |                                                   |  |  |       |  |  | Cristiano Luigi di Waldeck |  |  |                        |  |
| Federico Antonio Ulrico di Waldeck e Pyrmont    |                                                    |                                                    |                                                   |  |  |       |  |  | Cristiano Luigi di Waldeck |  |  |                        |  |
|                                                 |                                                    | Anna Isabella di Rappoltstein                      | Giorgio Federico di Rappoltstein                  |  |  |       |  |  |                            |  |  |                        |  |
|                                                 |                                                    | Anna Isabella di Rappoltstein                      | Giorgio Federico di Rappoltstein                  |  |  |       |  |  |                            |  |  |                        |  |
|                                                 |                                                    | Anna Isabella di Rappoltstein                      | Isabella Carlotta di Solms-Sonnenwalde            |  |  |       |  |  |                            |  |  |                        |  |
| Carlo Augusto Federico di Waldeck e Pyrmont     |                                                    | Anna Isabella di Rappoltstein                      |                                                   |  |  |       |  |  |                            |  |  |                        |  |
|                                                 |                                                    | Cristiano II del Palatinato-Zweibrücken-Birkenfeld | Cristiano I del Palatinato-Birkenfeld-Bischweiler |  |  |       |  |  |                            |  |  |                        |  |
|                                                 |                                                    | Cristiano II del Palatinato-Zweibrücken-Birkenfeld | Cristiano I del Palatinato-Birkenfeld-Bischweiler |  |  |       |  |  |                            |  |  |                        |  |
|                                                 |                                                    | Cristiano II del Palatinato-Zweibrücken-Birkenfeld | Maddalena Caterina del Palatinato-Zweibrücken     |  |  |       |  |  |                            |  |  |                        |  |
| Luisa del Palatinato-Zweibrücken-Birkenfeld     |                                                    | Cristiano II del Palatinato-Zweibrücken-Birkenfeld |                                                   |  |  |       |  |  |                            |  |  |                        |  |
|                                                 |                                                    | Caterina Agata di Rappoltstein                     | Giovanni Giacomo di Rappoltstein                  |  |  |       |  |  |                            |  |  |                        |  |
|                                                 |                                                    | Caterina Agata di Rappoltstein                     | Giovanni Giacomo di Rappoltstein                  |  |  |       |  |  |                            |  |  |                        |  |
|                                                 |                                                    | Caterina Agata di Rappoltstein                     | Isabella Carlotta di Solms-Sonnenwalde            |  |  |       |  |  |                            |  |  |                        |  |
| Federico Carlo Augusto di Waldeck e Pyrmont     |                                                    | Caterina Agata di Rappoltstein                     |                                                   |  |  |       |  |  |                            |  |  |                        |  |
|                                                 | Cristiano II del Palatinato-Zweibrücken-Birkenfeld | Cristiano I del Palatinato-Birkenfeld-Bischweiler  |                                                   |  |  |       |  |  |                            |  |  |                        |  |
|                                                 | Cristiano II del Palatinato-Zweibrücken-Birkenfeld | Cristiano I del Palatinato-Birkenfeld-Bischweiler  |                                                   |  |  |       |  |  |                            |  |  |                        |  |
|                                                 | Cristiano II del Palatinato-Zweibrücken-Birkenfeld | Maddalena Caterina del Palatinato-Zweibrücken      |                                                   |  |  |       |  |  |                            |  |  |                        |  |
| Cristiano III del Palatinato-Zweibrücken        | Cristiano II del Palatinato-Zweibrücken-Birkenfeld |                                                    |                                                   |  |  |       |  |  |                            |  |  |                        |  |
|                                                 |                                                    | Caterina Agata di Rappoltstein                     | Giovanni Giacomo di Rappoltstein                  |  |  |       |  |  |                            |  |  |                        |  |
|                                                 |                                                    | Caterina Agata di Rappoltstein                     | Giovanni Giacomo di Rappoltstein                  |  |  |       |  |  |                            |  |  |                        |  |
|                                                 |                                                    | Caterina Agata di Rappoltstein                     | Anna Claudia di Salm-Kyrburg                      |  |  |       |  |  |                            |  |  |                        |  |
| Cristiana Enrichetta del Palatinato-Zweibrücken |                                                    | Caterina Agata di Rappoltstein                     |                                                   |  |  |       |  |  |                            |  |  |                        |  |
|                                                 |                                                    | Luigi Crato di Nassau-Saarbrücken                  | Gustavo Adolfo di Nassau-Saarbrücken              |  |  |       |  |  |                            |  |  |                        |  |
|                                                 |                                                    | Luigi Crato di Nassau-Saarbrücken                  | Gustavo Adolfo di Nassau-Saarbrücken              |  |  |       |  |  |                            |  |  |                        |  |
|                                                 |                                                    | Luigi Crato di Nassau-Saarbrücken                  | Eleonora Clara di Hohenlohe-Neuenstein            |  |  |       |  |  |                            |  |  |                        |  |
| Carolina di Nassau-Saarbrücken                  |                                                    | Luigi Crato di Nassau-Saarbrücken                  |                                                   |  |  |       |  |  |                            |  |  |                        |  |
|                                                 |                                                    | Filippa Enrichetta di Hohenlohe-Langenburg         | Enrico Federico di Hohenlohe-Langenburg           |  |  |       |  |  |                            |  |  |                        |  |
|                                                 |                                                    | Filippa Enrichetta di Hohenlohe-Langenburg         | Enrico Federico di Hohenlohe-Langenburg           |  |  |       |  |  |                            |  |  |                        |  |
|                                                 |                                                    | Filippa Enrichetta di Hohenlohe-Langenburg         | Giuliana Dorotea di Castell-Remlingen             |  |  |       |  |  |                            |  |  |                        |  |
|                                                 |                                                    | Filippa Enrichetta di Hohenlohe-Langenburg         |                                                   |  |  |       |  |  |                            |  |  |                        |  |